# Heitor Pinto
Heitor Pinto OSH (auch Frei Heitor Pinto, * 1528 in Covilhã; † 1584 in Kloster Santa María de Sisla (bei Toledo)) war ein portugiesischer Philosoph, katholischer Theologe und geistlicher Schriftsteller.

## Leben
Heitor Pinto trat 1543 dem Orden der Hieronymiten (Eremiten des heiligen Hieronymus) bei. In seiner Jugend neigte er zur Philosophie und studierte diese von 1543 bis 1550 in den Ordenshäusern von Guimarães, Coimbra und Salamanca. Von 1550 bis 1555 studierte er im Kloster Belém in Lissabon Theologie und hatte gleichzeitig eine Lehrtätigkeit inne. Von 1559 bis 1561 unternahm er Reisen nach Rom und Lyon. Von 1563 bis 1566 wirkte er als Lehrer im Hieronymiten Kloster in Coimbra, von 1567 bis 1568 in Salamanca und von 1568 bis 1569 in Sigüenza. Von 1576 bis 1580 wirkte er als Professor für die Heilige Schrift (Professor für Bibelexegese) in Coimbra. Wegen Parteinahme für den Thronprätendenten António von Crato wurde Heitor Pinto auf Anweisung Philipp II. von Spanien (= Philipp I. von Portugal) ins Kloster La Sisla bei Toledo verbannt. Heitor Pinto soll sich in folgender Weise zu dieser Verbannung geäußert haben: „König Philip kann mich nach Kastilien bringen, aber es ist unmöglich, Kastilien in mich hinein zu bringen.“ Heitor Pinto steht mit dieser Haltung für den in seiner Zeit aufkommenden portugiesischen Patriotismus.

## Das schriftstellerische Werk
Heitor Pinto gab zu den biblischen Büchern Jesaja (Lyon 1561), Ezechiel (Salamanca 1569), Daniel, Klagelieder Jeremias und Nahum (1582) Kommentare heraus.
1566 veröffentlichte Heitor Pinto den ersten Teil seines grundlegenden Werkes Imagem da Vida Cristã ordenada por Diálogo („Ein Bild des Christlichen Lebens, dargeboten in Dialogen“). 1572 gab er Segunda parte dos Diálogos und vervollständigte das Werk. Dieses Werk wurde ins Französische, Spanische, Italienische und ins Lateinische übersetzt. Heitor Pinto relativiert in diesem Werk in Dialogen die Bedeutung der menschlichen Sinneswahrnehmungen und stellt die Größe Gottes in den Vordergrund: „Niemand ist gut außer Gott. So wie das Zentrum unteilbar ist und sich in der Mitte befindet und von dort die Linien zum Umfang ausgehen, so ist Gott eine sehr einfache Einheit, ein höchst reiner Akt, der in allen Dingen ist, von denen die Strahlen der Schönheit aller Geschöpfe ausgehen. Er ist in uns, und er ist die Quelle allen Seins, er ist sogar unser Wesen, uns vertrauter als wir uns selbst.“ Heitor Pinto entfesselt in diesem Werk eine gewaltige Offensive gegen das Böse. Er tritt grundlegend für die Sache Gottes ein. Er lehnt grundsätzlich jeden Materialismus ab und zeigt dies in einer leidenschaftlichen Mystik, die sich den sinnlichen Dingen verweigert und sich der Meditation hingibt. Pintos Dialoge sind ein bedeutendes Beispiel humanistischer Literatur, das einerseits von Plato und den Stoikern beeinflusst und andererseits tief durch christliche Mystik, Spiritualität, Reinheit und Harmonie geprägt ist.
Heitor Pinto starb 1584 in Kloster Sisla „außerhalb der Mauern von Toledo.“ Die Umstände seines Todes sind nicht endgültig geklärt. Der oben genannte portugiesische Thronprätendent António von Crato deutete in einem Brief an Papst Gregor XII. an, dass Philipp II. von Spanien die Vergiftung von Heitor Pinto angeordnet habe.